# Tofflan – en lycklig komedi
Tofflan – en lycklig komedi är svensk komedifilm från 1967 i regi av Torgny Anderberg.

## Handling
Ingenjören Morgan och skådespelaren Rickard, två extremt lika män, byter identitet med varandra. Morgan som hela sitt liv kallats Tofflan är trött på att hunsas och skickar därför Rickard att styra upp saker och ting.

## Om filmen
Filmen hade Sverigepremiär 25 september 1967 i Stockholm. Den har visats ett flertal gånger i SVT.

## Medverkande

### Rollista
- Gunnar Björnstrand – ingenjör Morgan Alm "Tofflan"/Rickard, skådespelare
- Anita Björk – Erna Alm
- Christina Schollin – Najmi
- Lars Lind – Ingvar Lundberg
- Stig Järrel – Ernas pappa
- Erik Hell – Uno Küsler
- Birgitta Andersson – Lilly
- Annika Lundgren – Bittan Alm
- Lars Hansson – Gregor Alm
- Frej Lindqvist – trädgårdsmästaren "Redlige" John
- Nils Hallberg – Sverre Skog
- Inga-Bodil Vetterlund – taxichaufför
- Ulf Johanson – läkare
- Jan-Erik Lundqvist – en tennisspelande
- Sten Ardenstam – kypare
- Louis Miehe-Renard – värdshusvärd

### Övriga medverkande
- Foto – Max Wilén

### Fotnoter
1. 1 2 3  ”Tofflan”. Svensk filmdatabas. http://www.sfi.se/sv/svensk-filmdatabas/Item/?type=MOVIE&itemid=4768. Läst 28 juni 2012.
2. ↑  ”Tofflan”. Svensk mediedatabas. http://smdb.kb.se/catalog/search?q=tofflan&x=0&y=0. Läst 28 juni 2012.